# Neobisium adjaricum
Espèce
Neobisium adjaricum est une espèce de pseudoscorpions de la famille des Neobisiidae.

## Distribution
Cette espèce est endémique d'Adjarie en Géorgie. Elle se rencontre vers Kobouleti.

## Habitat
Cette espèce se rencontre dans des tourbières de Sphagnum sp..

## Description
Le mâle holotype mesure 2,95 mm et les femelles de 2,87 à 2,90 mm.

## Systématique et taxinomie
Cette espèce a été décrite par Kolesnikov, Christophoryová, Przhiboro et Turbanov en 2022.

## Étymologie
Son nom d'espèce lui a été donné en référence au lieu de sa découverte, l'Adjarie.

## Publication originale
- Kolesnikov, Christophoryová, Przhiboro & Turbanov, 2022 : « The pseudoscorpions of the Caucasian Sphagnum bogs: part I. Description of Neobisium (Neobisium) adjaricum sp. nov. and redescription of the holotype of N. (N.) vilcekii Krumpál, 1983 (Arachnida, Pseudoscorpiones, Neobisiidae). » ZooKeys, no 1100, p. 165–190 (texte intégral).